# Сархорн
Сархо́рн (чув. Сархурăн) — деревня в Чебоксарском районе Чувашской Республики Российской Федерации. Входит в состав Большекатрасьского сельского поселения. Проживают чуваши.

## Название
Исторические названия: Алмендяркин, Емендеркасы, Зор-Хорн, Сарн-хорма, Эльмендеркасы.

## География
Деревня находится в северной части Чувашии, в пределах Чувашского плато, в зоне хвойно-широколиственных лесов, на берегу реки Рыкши, на Сархорнском пруду, на расстоянии примерно 18 километров (по прямой) от посёлка городского типа Кугеси, административного центра района, до Чебоксар 17 км, до ж.-д. станции 5 км.

### Климат
Климат характеризуется как умеренно континентальный, с умеренно морозной зимой и тёплым летом. Среднегодовая температура воздуха — 2,9 °C. Средняя температура воздуха самого тёплого месяца (июля) — 16,5 — 19,5 °C (абсолютный максимум — 37 °C); самого холодного (января) — −13 °C (абсолютный минимум — −44 °C). Среднегодовое количество осадков составляет около 513 мм, из которых 70 % выпадает в тёплый период.

## История
Один из старейших населённых пунктов Чувашии.
В 18 в. выселок с. Христорождественское (ныне с. Янгильдино Чебоксар. р-на), в 19 в. околоток д. Вторая Янгильдина (ныне не существует). Жители — чуваши, до 1866 государственные крестьяне; занимались земледелием, животноводством, кулеткачеством, лесоразработками, прочими промыслами. В 1897 году в деревне Сархорн была открыта церковно-приходская школа (переведена из села Янгильдино). Школа находилась в крестьянской избе и содержалась на средства уездного отделения за 25 рублей в год. С 1 декабря 1902 года она была переведена в деревню Тимир-Сирма, но 30 ноября 1906 г. за неимением средств на содержание общественного здания школа была закрыта. Учителем был Гурий Трофимов, а законоучителем — янгильдинский священник Арсений Петров.
В 1929 образован колхоз «Красный Октябрь».

### Административно-территориальная принадлежность
До упразднения уездно-губернского деления входило в состав Янгильдинской волости Козьмодемьянского уезда в 18 в. — 1920, Янгильдинской, Сюндырской волостей Чебоксарского уезда — 1920—1927, с ведением районного-областного деления Чебоксарского района — 1927—1935, с 1959, Ишлейского — 1935—1959.

## Население
| 2010 | 2012 |
| ---- | ---- |
| 119  | ↗208 |

### Историческая численность населения
Число дворов и жителей: в 1795 — 20 дворов; 1859 — 34 двора, 92 муж., 92 жен.; 1897 год — 231 чел.; 1926 — 64 двора, 124 муж., 166 жен.; 1939 год — 118 муж., 179 жен.; 1979 год — 114 муж., 138 жен.; 2002 — 66 дворов, 110 чел.: 56 муж., 54 жен.

## Известные уроженцы, жители
- Смирнов, Юрий Петрович (1938—2010) — советский и российский историк.
- Поручиков Николай Валерьевич. sovch.chuvashia.com. Дата обращения: 17 сентября 2024.. В марте 2011 года для выполнения служебно-боевых задач в составе мобильного отряда МВД России направлен в республику Дагестан. Погиб в неравном бою 19 апреля 2011 г. в г. Хасавюрт.

## Инфраструктура
Личное подсобное хозяйство с зоной сельскохозяйственного использования, индивидуальная застройка усадебного типа.
Имеется клуб. Большекатрасьская средняя школа.

## Памятные места, достопримечательности
Мемориал «Павшим воинам в Великой Отечественной войне».

## Транспорт
Деревня доступна автотранспортом.